# Herrarnas masstart vid världsmästerskapen i skidskytte 2021
Herrarnas masstart vid världsmästerskapen i skidskytte 2021 arrangerades den 21 februari 2021 i Pokljuka i Slovenien. Det var mästerskapets tolfte och sista tävling, den femte för herrar. Tävlingens distans var 15 km med fyra skytten – två liggande och två stående – där varje missat skott gav en straffrunda à 150 meter. 30 utövare från 14 nationer deltog.
Världsmästare blev Sturla Holm Lægreid från Norge som därmed tog sitt andra individuella guld under mästerskapet efter att tidigare ha vunnit distansloppet, och därmed även sitt fjärde guld under mästerskapet då han dessutom var med och vann i stafett och mixstafett. Johannes Dale från Norge tog silver, vilket var hans andra medalj under mästerskapet efter att tidigare ha tagit brons i herrarnas distans. Bronsmedaljör blev Quentin Fillon Maillet från Frankrike som därmed tog sin tionde världsmästerskapsmedalj i karriären.
Regerande världsmästare från 2020 var Johannes Thingnes Bø från Norge, medan Fillon Maillet och Émilien Jacquelin från Frankrike var regerande silver- respektive bronsmedaljör. Endast Fillon Maillet lyckades ta en ny medalj efter att Bø slutade på åttonde plats i loppet och Jacquelin kom sist på 30:e plats.

## Resultat
Tävlingen startade kl. 15:15 lokal tid (UTC+1).
| Pl | Nr | Namn                       | Nation                | Skytte  | Tid     | Diff.   |
| -- | -- | -------------------------- | --------------------- | ------- | ------- | ------- |
| 1  | 3  | Sturla Holm Lægreid        | Norge                 | 0+0+0+1 | 36.27,2 | ±0      |
| 2  | 8  | Johannes Dale              | Norge                 | 0+1+1+0 | 36.37,4 | +10,2   |
| 3  | 9  | Quentin Fillon Maillet     | Frankrike             | 1+1+0+0 | 36.40,0 | +12,8   |
| 4  | 14 | Simon Eder                 | Österrike             | 0+0+0+1 | 36.50,3 | +23,1   |
| 5  | 12 | Jakov Fak                  | Slovenien             | 0+0+0+1 | 36.57,2 | +30,0   |
| 6  | 10 | Tarjei Bø                  | Norge                 | 0+1+0+1 | 37.00,5 | +33,3   |
| 7  | 11 | Lukas Hofer                | Italien               | 0+1+0+1 | 37.06,9 | +39,7   |
| 8  | 7  | Johannes Thingnes Bø       | Norge                 | 2+0+2+1 | 37.12,6 | +45,4   |
| 9  | 23 | Aleksandr Loginov          | Ryska skidskytteförb. | 0+1+0+1 | 37.17,2 | +50,0   |
| 10 | 5  | Sebastian Samuelsson       | Sverige               | 0+0+2+1 | 37.26,9 | +59,7   |
| 11 | 29 | Christian Gow              | Kanada                | 0+0+1+0 | 37.29,3 | +1.02,1 |
| 12 | 6  | Arnd Peiffer               | Tyskland              | 0+0+1+2 | 37.36,4 | +1.09,2 |
| 13 | 4  | Simon Desthieux            | Frankrike             | 1+1+1+0 | 37.49,1 | +1.21,9 |
| 14 | 18 | Eduard Latypov             | Ryska skidskytteförb. | 0+1+1+0 | 37.59,3 | +1.32,1 |
| 15 | 25 | Matvej Jelisejev           | Ryska skidskytteförb. | 1+1+1+0 | 38.11,1 | +1.43,9 |
| 16 | 15 | Vetle Sjåstad Christiansen | Norge                 | 1+2+1+0 | 38.26,8 | +1.59,6 |
| 17 | 24 | Antonin Guigonnat          | Frankrike             | 1+3+0+0 | 38.32,1 | +2.04,9 |
| 18 | 22 | Miha Dovžan                | Slovenien             | 1+0+0+1 | 38.38,5 | +2.11,3 |
| 19 | 1  | Martin Ponsiluoma          | Sverige               | 1+3+1+1 | 38.45,6 | +2.18,4 |
| 20 | 27 | Said Karimulla Chalili     | Ryska skidskytteförb. | 1+1+0+1 | 38.46,3 | +2.19,1 |
| 21 | 16 | Artem Pryma                | Ukraina               | 0+1+1+3 | 39.09,8 | +2.42,6 |
| 22 | 17 | Andrejs Rastorgujevs       | Lettland              | 2+1+1+1 | 39.22,3 | +2.55,1 |
| 23 | 13 | Benedikt Doll              | Tyskland              | 3+0+1+2 | 39.25,7 | +2.58,5 |
| 24 | 28 | Thomas Bormolini           | Italien               | 1+0+1+0 | 39.30,7 | +3.03,5 |
| 25 | 21 | Florent Claude             | Belgien               | 0+1+1+1 | 39.47,9 | +3.20,7 |
| 26 | 20 | Michal Krčmář              | Tjeckien              | 1+0+1+3 | 39.53,2 | +3.26,0 |
| 27 | 26 | Peppe Femling              | Sverige               | 1+2+0+1 | 39.53,3 | +3.26,1 |
| 28 | 30 | Jesper Nelin               | Sverige               | 2+2+2+0 | 40.19,2 | +3.52,0 |
| 29 | 19 | Jake Brown                 | USA                   | 1+0+4+1 | 40.24,3 | +3.57,1 |
| 30 | 2  | Émilien Jacquelin          | Frankrike             | 0+5+0+0 | 43.36,7 | +7.09,5 |